# Nørd (album)
Nørd er det 22. studiealbum af den danske rockgruppe Gnags, der udkom den 3. februar 2017 på Genlyd og Sony Music. Albummet er det første med guitarist Per Chr. Frost efter han forlod bandet i 1996 efter udgivelsen af Gösta Hammerfedt. Sammen med forsanger Peter A.G. Nielsen udgør de Gnags anno 2017, mens de suppleres af Niels Mathiasen (saxofon), Søren Runge (keyboards), Lars Daugaard (trommer), Rune Harder Olesen (percussion), Henrik Poulsen (bas), og Anne Seier (kor).
Albummet debuterede på førstepladsen af hitlisten, hvilket er første gang siden Gösta Hammerfedt (1996). Nørd tilbragte seks uger i top 40.

## Spor
Alt tekst skrevet af Peter A.G. Nielsen. 
| #   | Titel                                           | Musik                                                                   | Producer(e)                      | Længde |
| --- | ----------------------------------------------- | ----------------------------------------------------------------------- | -------------------------------- | ------ |
| 1.  | "Pjækkedag"                                     | Peter A.G. Nielsen, Per Christian Frost, Søren Schou, Andreas Keilgaard | Pharfar, Fresh-I, Frost, Nielsen | 3:12   |
| 2.  | "Og så skinner vi så sølle af det"              | Nielsen, Frost                                                          | Frost, Nielsen                   | 3:43   |
| 3.  | "What Is Love"                                  | Nielsen, Frost                                                          | Frost, Nielsen                   | 4:20   |
| 4.  | "Den humpende due"                              | Nielsen, Frost                                                          | Frost, Nielsen                   | 3:27   |
| 5.  | "En kæde er ikke svagere end det stærkeste led" | Nielsen, Frost                                                          | Frost, Nielsen                   | 4:14   |
| 6.  | "Rutebilens bumpen"                             | Nielsen, Frost                                                          | Frost, Nielsen                   | 4:17   |
| 7.  | "Snevejr"                                       | Nielsen, Frost                                                          | Frost, Nielsen                   | 2:53   |
| 8.  | "Den tomme bænk"                                | Nielsen, Frost                                                          | Frost, Nielsen                   | 3:19   |
| 9.  | "Ramte plet"                                    | Nielsen, Frost                                                          | Frost, Nielsen                   | 3:16   |
| 10. | "Åben mikrofon"                                 | Nielsen, Frost                                                          | Frost, Nielsen                   | 3:13   |
| 11. | "En lille brønd"                                | Nielsen, Frost                                                          | Frost, Nielsen                   | 5:06   |
| 12. | "Sankte rytmehans"                              | Nielsen, Frost                                                          | Frost, Nielsen                   | 3:54   |
| 13. | "Funky som en hund"                             | Nielsen, Frost                                                          | Frost, Nielsen                   | 3:13   |

## Hitlister

### Ugentlige hitlister
| Hitliste (2017) (Webside ikke længere tilgængelig) | Højeste placering |
| -------------------------------------------------- | ----------------- |
| Danmark (Album Top-40)                             | 1                 |

### Årslister
| Hitliste (2017) | Placering |
| --------------- | --------- |
| Danmark         | 86        |